# Cristo a la Columna (La Orotava)
El Santísimo Cristo a la Columna es una imagen que representa a Jesús de Nazaret, se venera en el altar colateral de la nave del evangelio de la parroquia de san Juan Bautista de la Villa de la Orotava, Tenerife, Canarias. Es el titular de la Venerable Esclavitud del Santísimo Cristo a la columna. Está considerada como la mejor obra del barroco andaluz existente en Canarias y goza de una gran devoción de personas venidas de distintos lugares de las islas.

## Autoría de la imagen
El Señor a la columna es una obra de talla completa realizada en madera policromada, atribuida al escultor sevillano Pedro Roldán. Llega a la parroquia de san Juan Bautista en 1689 fruto de una donación realizada por el canónigo de la catedral de Canarias Francisco Leonardo de Guerra.
La imagen del Señor tiene una altura de 175 centímetros. Evoca a Cristo en el momento de la flagelación, maniatado a una columna baja, de apenas un metro, con su cuerpo curvado a causa del martirio que le es infligido. Tiende hacia su derecha, adelantando esa pierna para retrasar la izquierda, manteniendo el equilibrio.
El Santísimo Cristo fue sometido a una restauración en 1999 por el restaurador Pablo Amador Marrero, presentando actualmente un buen estado de conservación.

## Salidas procesionales y cultos
Procesiona en tres ocasiones durante el año litúrgico. La primera salida procesional la realiza en la noche del Jueves Santo en la cual es acompañado por su Venerable Esclavitud y de las imágenes de santa María Magdalena, san Juan Evangelista y la Santísima Virgen de Gloria.
En la primera semana de julio se le consagra un solemne quinario realizando dos salidas procesionales, la primera en el penúltimo día del quinario, coincidiendo en domingo y la segunda al día siguiente, último día del solemne quinario, lunes, conocido como el Lunes del Señor.